# Nico Pulzetti
Nico Pulzetti (ur. 13 marca 1984 w Rimini) – włoski piłkarz występujący na pozycji pomocnika. Obecnie gra w drużynie Bari, gdzie jest wypożyczony z Livorno.

## Kariera piłkarska
Nico Pulzetti jest wychowankiem Ceseny. W jej barwach rozegrał 3 mecze w Serie C1. Potem przez sezon występował w Castelnuovo, a w 2005 roku został pozyskany przez Hellas Werona. Po rozegraniu 68 spotkań ligowych w przeciągu dwóch sezonów, Pulzetti przeszedł do grającego w Serie A Livorno. Po trzech sezonach spędzonych w drużynie został wypożyczony po jej spadku z Serie A do Bari.